# Klebfachingenieur
Klebfachingenieur oder auch European Adhesive Engineer (EAE) ist die Bezeichnung für qualifizierte Ingenieure und Naturwissenschaftler, die durch eine spezielle Weiterbildungsmaßnahme Expertenwissen im Bereich der Klebtechnik erworben haben.
Der Klebfachingenieur stellt nach der Qualifikation zum Klebpraktiker und zur Klebfachkraft die dritte und damit höchste Stufe des Weiterbildungssystems in der Klebtechnik dar. Der Lehrgang zur Qualifizierung und Prüfung für Klebfachingenieure wird seit 2001 angeboten und durchgeführt.

## Tätigkeitsfeld
Ziel der Weiterbildung ist es, den Klebfachingenieur für folgende Aufgaben zu qualifizieren:
- Technischer Entscheider bei der Entwicklung und Herstellung geklebter Produkte
- Designprüfung
- Vertragsprüfung
- Planung und Überwachung von Klebprozessen
- Qualitätsmanagement für Klebprozesse
- Anleitung von ausführendem Personal

Der Einsatz im Betrieb erfüllt die Forderungen der Qualitätsmanagementnorm EN ISO 9000 ff. nach besonders qualifiziertem Personal für die verantwortliche Betreuung von Prozessen, deren Ergebnis durch zerstörungsfreie Prüfverfahren nicht vollständig verifiziert werden kann („spezielle Prozesse“).

## Weiterbildung zum Klebfachingenieur
Den Rahmen der Weiterbildung und Prüfung zum Klebfachingenieur legen die harmonisierten Richtlinien DVS-EWF 3309 (für Deutschland) bzw. EWF 517-01 (für Europa) fest. Analog zum Weiterbildungsangebot in der Schweißtechnik zum Schweißfachingenieur darf die Maßnahme nur von speziell dafür zugelassenen Bildungseinrichtungen angeboten und durchgeführt werden.
Die Ausbildungsdauer beträgt 332 Unterrichtseinheiten à 50 Minuten, die regelmäßig in einem achtwöchigen Vollzeitlehrgang organisiert wird, und gliedert sich in theoretische Ausbildung, praktische Übungen und Prüfung. Als Schwerpunkte der Weiterbildung schreibt die europäische Richtlinie die folgenden Themen vor. Die Zahl in Klammern gibt den jeweiligen Richtwert für die Anzahl der Unterrichtseinheiten an.
- Adhäsion und Klebstoffe (48)
- Fügeteileigenschaften (40)
- Konstruktion (40)
- Langzeitbeständigkeit (24)
- Prozesstechnik (35)
- Prüftechnik und Analytik (36)
- Arbeitssicherheit und Umweltschutz (8)
- Qualitätsmanagement (29)
- Fallbeispiele (24)
- Praktische Übungen (40)
- Prüfung (8)

Die Prüfung besteht aus einer Kombination von schriftlichen und mündlichen Einzelprüfungen. Nach erfolgreichem Abschluss wird dem Absolventen ein DVS-Zeugnis sowie ein EWF-Diplom erteilt.

## Begriffsschutz „Ingenieur“
Da die Standesbezeichnung Ingenieur in Deutschland durch die Ingenieurgesetze der Bundesländer ein Geschützter Begriff ist und dementsprechend nur von Absolventen eines ingenieurwissenschaftlichen Studienganges geführt werden darf, dürfen sich nur solche nach erfolgreichem Abschluss der Weiterbildung „Klebfachingenieur“ nennen. Absolventen naturwissenschaftlicher Studiengänge wie Chemiker oder Physiker, an die sich die Weiterbildung ebenfalls richtet, ist nur die Führung der Bezeichnung European Adhesive Engineer (EAE) gestattet, da der Begriff „Engineer“ keinem speziellen Schutz unterliegt.